# Battle Circuit
Battle Circuit (バトルサーキット?, Batoru Saakitto) è un videogioco picchiaduro a scorrimento sviluppato e pubblicato da Capcom per il CPS-2 per Giappone e Europa nel 1997. Ambientato su una terra futura alternativa, il gioco ruota attorno a un gruppo di cacciatori di taglie che devono catturare il folle scienziato Dottor Saturn e mettere al sicuro un sofisticato disco contenente un programma conosciuto come "Shiva System". Il gioco contiene personaggi in stile comics ambientato in un mondo futuristico. Battle Circuit fu l'ultimo picchiaduro a scorrimento di Capcom sviluppato per arcade.

## Trama
Ambientato nel futuro 20XX, Battle Circuit segue le gesta di un gruppo di cacciatori di taglie superpotenti mentre arrestano criminali ricercati (identificati da speciali numeri seriali) nella città di Neo Koba. Il gioco inizia con il giocatore che tenta di catturare il criminale 9696X, uno scienziato chiamato Doctor Saturn e il suo aiutante simile a un blob a bordo della sua navicella orbitante la Terra. Dopo la battaglia, il personaggio selezionato dal giocatore ritorna dal suo datore, Harry, e prontamente gli viene affidato l'incarico di catturare un membro della "Delete Gang", Johnny, che teneva in suo possesso un prezioso floppy disk. Il cacciatore di taglie poi affronta Johnny nel suo nascondiglio discoteca e apprende che il disco contiene un software malevolo conosciuto come "Shiva System", che è in grado di controllare tutti i sistemi computerizzati nel mondo. Dopo aver selezionato uno dei personaggi disponibili, i giocatori devono attraversare vari livelli, combattere una varietà di nemici della "Delete Gang" per recuperare il disco e ottenere la loro ricompensa.

## Personaggi
Battle Circuit contiene cinque personaggi giocabili, ciascuno con le proprie tecniche di combattimento e abilità Battle Download. Attraverso ciascuno dei nomi reali dei personaggi che sono menzionati nei loro profili individuali durante il filmato d'apertura, sono per lo più riferiti ai loro nomi in codice, ciascuno indicante un attributo fisico e al colore corrispondente.
- Brian Bruno alias Cyber Blue: Un esperto cacciatore di taglie con diversi innesti cibernetici sul suo corpo, dandogli la capacità di scaricare elettricità e proiettare energia dai suoi pugni. Cyber Blue fa la sua apparizione in un cameo in Project X Zone 2 nella Solo Unit di Captain Commando.
- Andrey Mishucin alias Captain Silver: Un cacciatore di taglie altamente qualificato che può allungare e modellare il suo corpo a piacimento. I suoi poteri gli danno la possibilità di proiettare particelle di ghiaccio dal suo corpo, così come creare un numero di oggetti dalla sua tuta. A causa della vasta natura dei suoi poteri, minacciano di sopraffarlo se mai dovesse perdere la concentrazione.
- Diana Martines alias Yellow Iris, alias Yellow Beast nella versione giapponese): Una modella part-time il cui aspetto le dà accesso a una serie di tecniche basate su artigli e agilità. Inoltre, è abile nell'uso della frusta ed è accompagnata dalla sua volpe Fin. Yellow Iris fa un'apparizione in un cameo in Ultimate Marvel vs. Capcom 3 come costume di un DLC per Felicia.
- Pink Ostrich alias Pinky: Un enorme, senziente, struzzo rosa con un occhio bendato e una collana di gioielli che è sempre accompagnato dalla sua padrona, una giovane ragazza chiamata Pola Abdul. Presumibilmente, è "l'unico struzzo al mondo che può volare", e attacca con il suo assortimento di tecniche aeree e rotamenti.
- Alien Green: Una creatura aliena di origine sconosciuta che assomiglia a un enorme venere acchiappamosche con radici simili a gambe e un grosso occhio nel suo addome. I suoi attacchi si concentrano principalmente attorno alle sue braccia simili a viti, che può rapidamente oscillare per creare vortici, così come afferrare gli avversari e sbatterli al suolo.

## Modalità di gioco
Il cabinato di Battle Circuit permette il supporto fino a quattro giocatori simultaneamente e ciascuno può assumere il ruolo di cinque possibili personaggi. I giocatori devono attraversare vari livelli pieni di nemici che devono essere sconfitti usando una combinazione di attacchi e abilità di movimento che ciascun personaggio utilizza. A ogni personaggio viene data una selezione di queste abilità che possono essere espanse mano mano che il gioco prosegue con l'acquisto di speciali "dischi di aggiornamento" dopo il completamento di ciascun livello usando le monete ottenute sconfiggendo nemici. Queste tecniche sono spesso una combinazione di ciascuno dei due bottoni d'azione e il joystick, e possono aggiungere altre varietà all'arsenale di un determinato personaggio. Un giocatore deve attaccare i nemici finché la loro salute (indicata da una barra sotto quella del giocatore quando il nemico viene attaccato) viene ridotta a zero e vengono eliminati. Se la barra della salute del giocatore si esaurisce, verrà battuto e dovrà usare una vita per continuare. Se tutte le vite del giocatore vengono esaurite allora il gioco terminerà a meno che non vengano acquistati altri crediti.
Premendo entrambi i bottoni d'azione mentre si è a terra si esegue una super mossa che consuma salute a contatto. Ma quando i due giocatori eseguono le loro super mosse allo stesso tempo, eseguiranno un attacco combinato. Ci sono anche speciali tecniche chiamate "Battle Downloads", che possono essere usate premendo entrambi i bottoni d'azione mentre si sta saltando, facendo sì che il giocatore e i suoi alleati (se presenti) ottengano un certo attributo, l'effetto di esso è unico in ciascun personaggio. Cyber Blue, per esempio, può usare il suo potere "Battle Download" per incrementare il totale di danni inflitto dai suoi attacchi, mentre quello di Yellow Iris incrementa la velocità d'attacco. Il personaggio inizierà con una base di due di queste tecniche da usare per ciascuna vita, e può ottenerne altre da capsule sparse attraverso i livelli, fino un massimo di cinque. Vari oggetti possono essere trovati all'interno di oggetti distruggibili come barili e casse, e possono fornire il giocatore di salute aggiuntiva o aggiungere punti al loro punteggio totale. Una volta che un giocatore raggiunge un punteggio stabilito, viene ricompensato con una vita extra che gli darà un'altra possibilità di continuare da dove era stato battuto da un nemico.

## Edizioni
Oltre la versione arcade, il videogioco, a posteriori, è stato incluso nelle seguenti antologie:
- Capcom Beat 'Em Up Bundle (18 settembre 2018) pubblicato per le console PlayStation 4, Nintendo Switch, Xbox One e Microsoft Windows;[1]
- Capcom Arcade Stadium (17 febbraio 2021), Battle Circuit è disponibile nella forma di DLC: L'evoluzione degli Arcade ('92-'01) oppure fruibile individualmente; pubblicazione digitale per le console PlayStation 4, Nintendo Switch, Xbox One e Microsoft Windows (retrocompatibile su PlayStation 5 o Xbox Series).[2]
- Street Fighter 6 (2024) fruibile con l'acquisto del Fighting Pass: Terry.[3]

### Colonna sonora
Battle Circuit Original Soundtrack (numero di catalogo VICL-60056) fu pubblicata commercialmente in Giappone da Victor Entertainment il 2 luglio 1997 e venduta a 2205¥.

## Sviluppo
Battle Circuit fu sviluppato da Noritaka Funamizu e Yoshiki Okamoto all'inizio del 1997. Mentre strutturalmente molto simile ai primi giochi picchiaduro a scorrimento della compagnia come Final Fight e Alien vs. Predator, Battle Circuit è ambientato stilisticamente in un universo in stile manga fantascientifico su cui poggia la storia e lo studio dei personaggi. Lo staff artistico, supervisionato da Ohnishi Hiroki e Yamamoto Kouji, creò un assortimento di personaggi con caratteristiche reminiscenti da vecchi personaggi di Capcom e superflui elementi da fumetto. Il gioco vide una rapida traduzione che effettivamente rese il titolo disponibile sia in Giappone che alcune parti d'Europa lo stesso giorno. Sebbene non ci siano differenze di giocabilità tra la versione in lingua giapponese e inglese del gioco, pochi frammenti di dialogo in lingua giapponese furono omessi dalla pubblicazione europea. Il gioco non fu mai pubblicato nelle sale giochi statunitensi o altre parti del mondo. Inoltre, già al momento della pubblicazione nelle sale giochi, Capcom dichiarò che non c'erano progetti di pubblicare il gioco per console casalinghe. La musica fu registrata usando solo i suoni generati da un computer basato su sintetizzatore, un comune mezzo di registrazione per i giochi arcade su CPS-2. La musica di sottofondo di Battle Circuit fu composta da Syun Nishigaki, e sono presenti motivi ricorrenti pop e elettronica attraverso il gioco.